# Opel GTC
Opel Gran Turismo Coupé, w skrócie GTC – koncepcyjne auto Opla. Auto zadebiutowało w 2007 na salonie samochodowym w Genewie. GTC wyposażono w silnik z turbodoładowaniem 2.8 V6 o mocy 300KM i elektronicznie kontrolowany inteligentny napęd na cztery koła.